# Кара-Ой (Ошская область)
Кара-Ой (кирг. Кара-Ой) — село в Ноокатском районе Ошской области Кыргызстана. Входит в состав Кыргыз-Атинского айылного аймака.

## География
Село расположено в западной части области, на берегах реки Кыргыз-Ата, на расстоянии приблизительно 8 километров (по прямой) к юго-востоку от города Ноокат, административного центра района. Абсолютная высота — 1804 метра над уровнем моря.

## Население
Согласно оценочным данным Национального статистического комитета Кыргызской Республики, численность населения села на начало 2023 года составляла 605 человек.
| год     | 2009 | 2014 | 2015 | 2020 | 2021 | 2023 |
| ------- | ---- | ---- | ---- | ---- | ---- | ---- |
| человек | 437  | 471  | 485  | 596  | 602  | 605  |